# الجبهة التركمانية العراقية
الجبهة التركمانية  هي حركة سياسية تأسست في عام 1995 والتي تسعى يزرع العنصرية و الطائفية بين العراقيين في العراق. منذ سقوط النظام العراقي السابق الرئيس صدام حسين في عام 2003، كما أن جبهة تركمان العراق التابعة للتركيا شككت السيطرة على كركوك ومناطق أخرى من اقليم كردستان العراق.
و اطلقت جبهة تركمان  على تلك المنطقة اسم تركمن إيلى (تعني حرفيا «أرض التركمان»)وتسعى مليشيا الجبهة التركمانية العراقية للزرع الطائفية و العنصرية و تحريف التاريخ و دعم الانفصالية و تقسيم العراق للصالح تركيا و أذربيجان

## تكوين جبهة تركمان العراق
الجبهة التركمانية العراقية عبارة عن ائتلاف أحزاب سياسية:
- الحزب الوطني التركماني العراقي تأسست في عام 1988 وعمل في مناطق حظر الطيران في شمال العراق.
- حزب تركمن إيلي، والذي أُسس عام 1992 في شمال قبرص كحزب تركماني متحد
- حزب التركمان الإقليمي
- حركة التركمان المستقلة
- حزب حقوق التركمان العراقيين
- الحركة الإسلامية التركمانية العراقية

## نتائج الانتخابات
في الانتخابات التشريعية العراقية، ديسمبر 2005 شملت قائمة الجبهة التركمانية العراقية (#630) 76,434 صوتاً، أي بنسبة 0.7% على الصعيد الوطني، وذلك فقا للنتائج التي نشرت غير مصدقة. ويلقي الأغلبية الساحقة من تلك الأصوات في محافظة كركوك، حيث فازت جبهة تركمان العراق أكثر من 10% من المجموع. وكان معظم ما تبقى من أصوات تلك الجبهة في محافظة صلاح الدين. وفقا للنتائج الرسمية الكاملة لتلك الانتخابات، يحق للجبهة مقعد واحد فقط في الجمعية الوطنية الدائمة.